# Une arnaque presque parfaite
Pour plus de détails, voir Fiche technique et Distribution.
Une arnaque presque parfaite ou Les Frères Bloom au Québec (The Brothers Bloom) est un film américain écrit et réalisé par Rian Johnson et sorti en 2009. Il s’agit d’un film d'escroquerie, à la manière de L'Arnaque.

## Synopsis
Stephen et Bloom sont frères et orphelins, ballottés de famille d’accueil en famille d’accueil durant leur jeunesse. Très tôt, ils ont monté des arnaques ensemble. Des années plus tard, après que Bloom a décidé de raccrocher, Stephen le retrouve et le persuade de participer avec lui à un dernier coup.
Ils se font passer pour des antiquaires auprès de Penelope, une riche héritière oisive habitant dans le New Jersey. Pour entrer en contact avec elle, ils organisent un simulacre d’accident au cours duquel Bloom doit se faire renverser à vélo. Malheureusement, la voiture de Penelope dévale une falaise… et les rôles se trouvent inversés. Ils réussissent néanmoins l'accroche. Penelope embarque sur un bateau avec les deux frères.
Durant la traversée, un complice se présente comme étant Maximilien Melville, conservateur d'un musée à Prague. Il propose à Penelope d'acheter pour un million un manuscrit ancien qu'il peut voler dans la collection, et le revendre en Amérique du Sud pour plus de deux millions. Penelope accepte, ils se rendent tous à Prague. Penelope donne l'argent à Maximilien la veille, mais lorsqu'elle se présente chez lui le lendemain pour l'échange, Maximilien a disparu, conformément au plan.
Penelope est dépitée, mais reste persuadée que le manuscrit existe. Ils mettent alors en place le vol du manuscrit. Une fois celui-ci volé, ils se rendent au Mexique pour revendre le livre. La veille de l'échange, Bloom tombé amoureux de Penelope, va lui expliquer qu'elle a été victime d'une arnaque, et désire lui rendre son argent et partir avec elle. Stephen les surprend, et s'oppose au remboursement. Les frères commencent à se battre, un coup de feu est tiré accidentellement, et Stephen est blessé. Bloom demande alors à Penelope de partir, mais elle s'approche de Stephen et trouve la poche qui contenait le faux sang. L'arnaque est alors finie : Penelope l'a déjouée, mais elle leur laisse l'argent.
Trois mois plus tard, Penelope retrouve Bloom et lui demande de lui apprendre à être une arnaqueuse. Bloom et Stephen décident alors de l'escroquer une nouvelle fois, avec un scénario tournant autour de son souhait. L'arnaque prend un tour inattendu pour Bloom lorsque Stephen se fait kidnapper par des personnes censées être des complices. Comme cet évènement n'est pas conforme au scénario, Bloom ne sait pas si le rapt est réel ou si c'est une partie dont il n'est pas au courant. Penelope paye la rançon, et Bloom va chercher Stephen dans un théâtre désaffecté. Sur place, il trouve Stephen en sang. Il finit par être convaincu que ce qui arrive est réel, avant que Stephen lui révèle que c'est un coup monté. Rassuré, Bloom sort du théâtre seul et part avec Penelope pour suivre ce nouveau scénario. Plus tard, il se rend compte que le sang de Stephen imbibé dans sa veste est du vrai sang, et que Stephen est probablement mort.

## Fiche technique

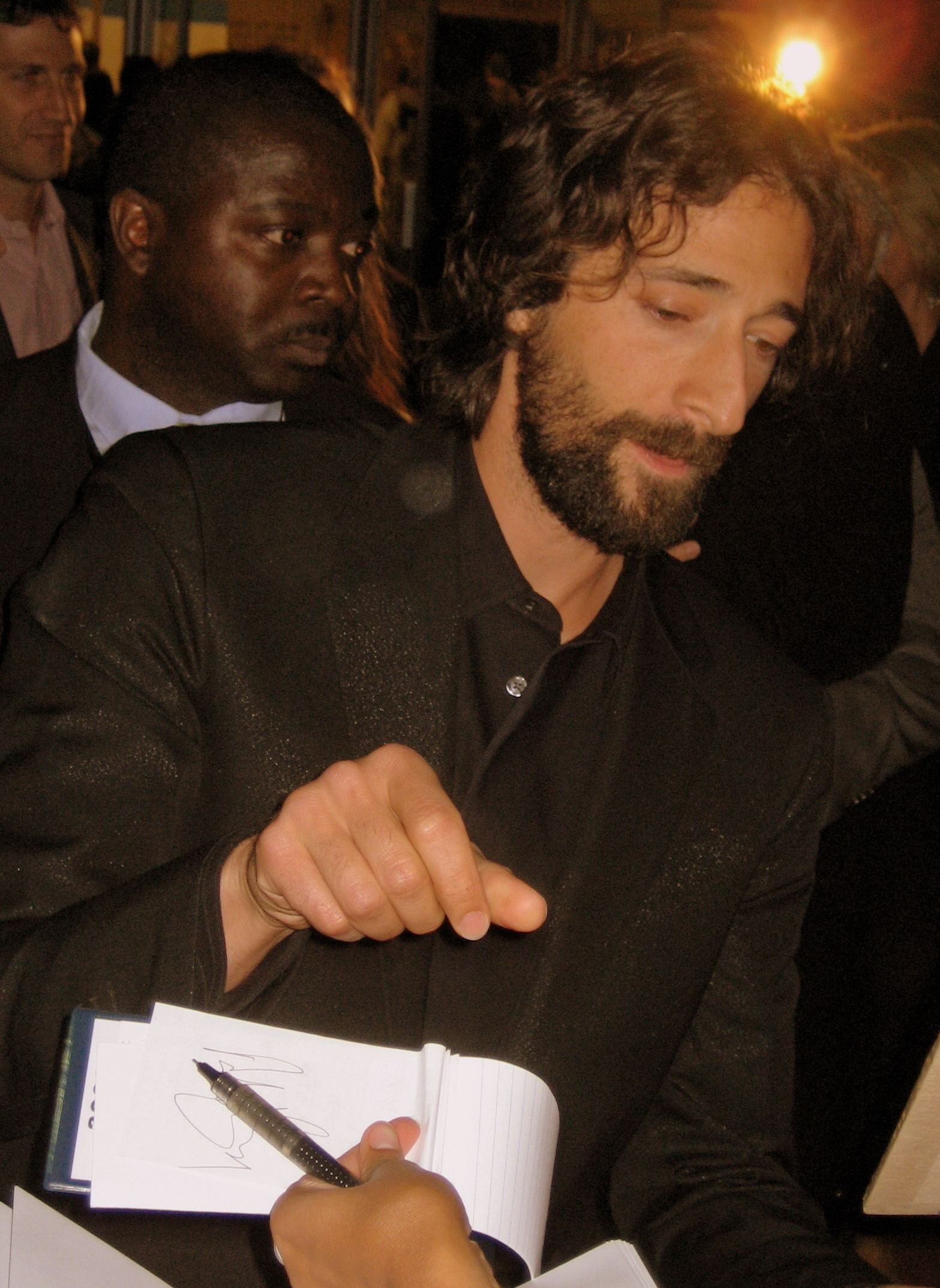
L'acteur Adrien Brody, pour la présentation du film au Toronto International Film Festival 2008.

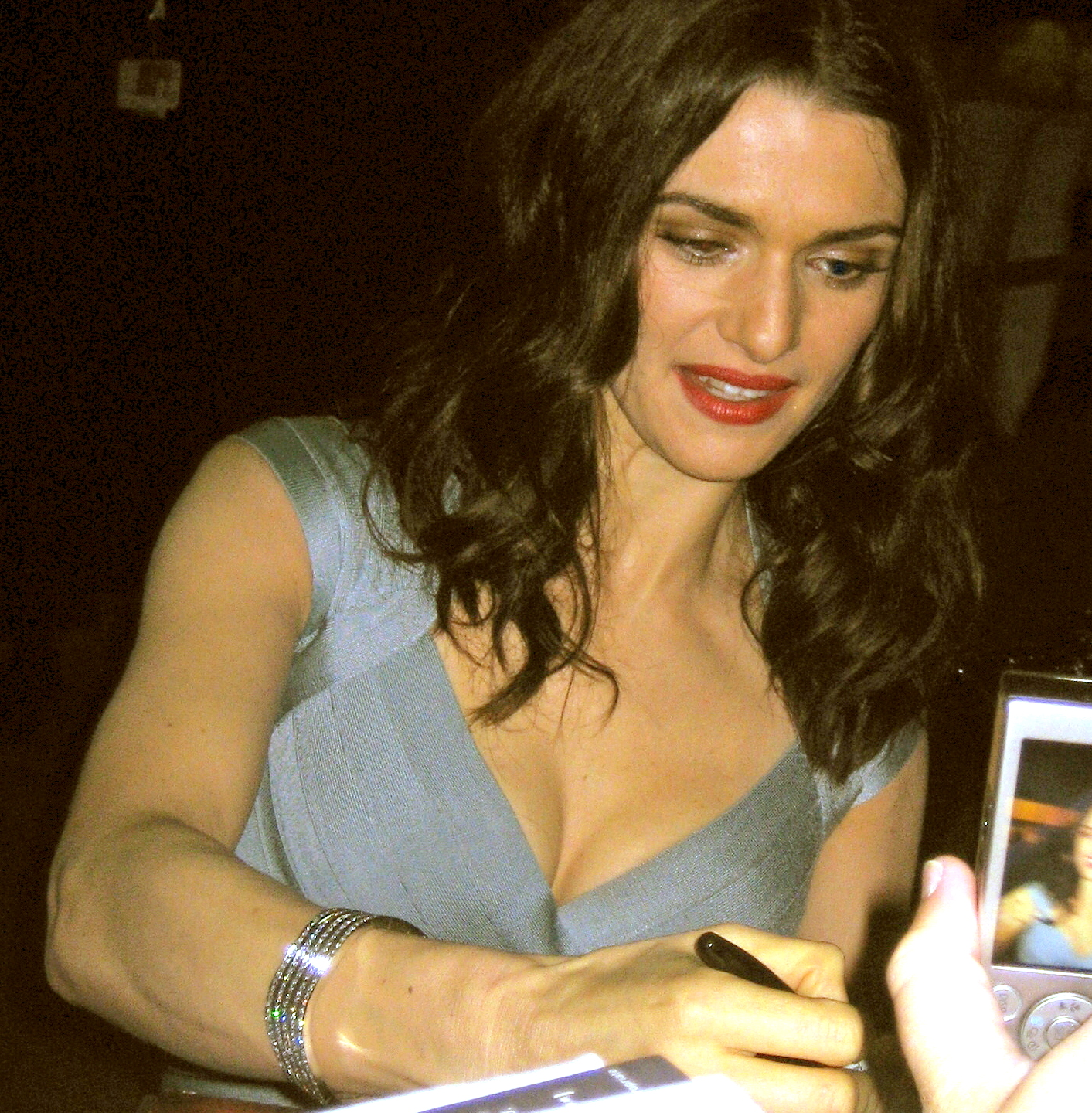
L'actrice Rachel Weisz, également au TIFF 2008.

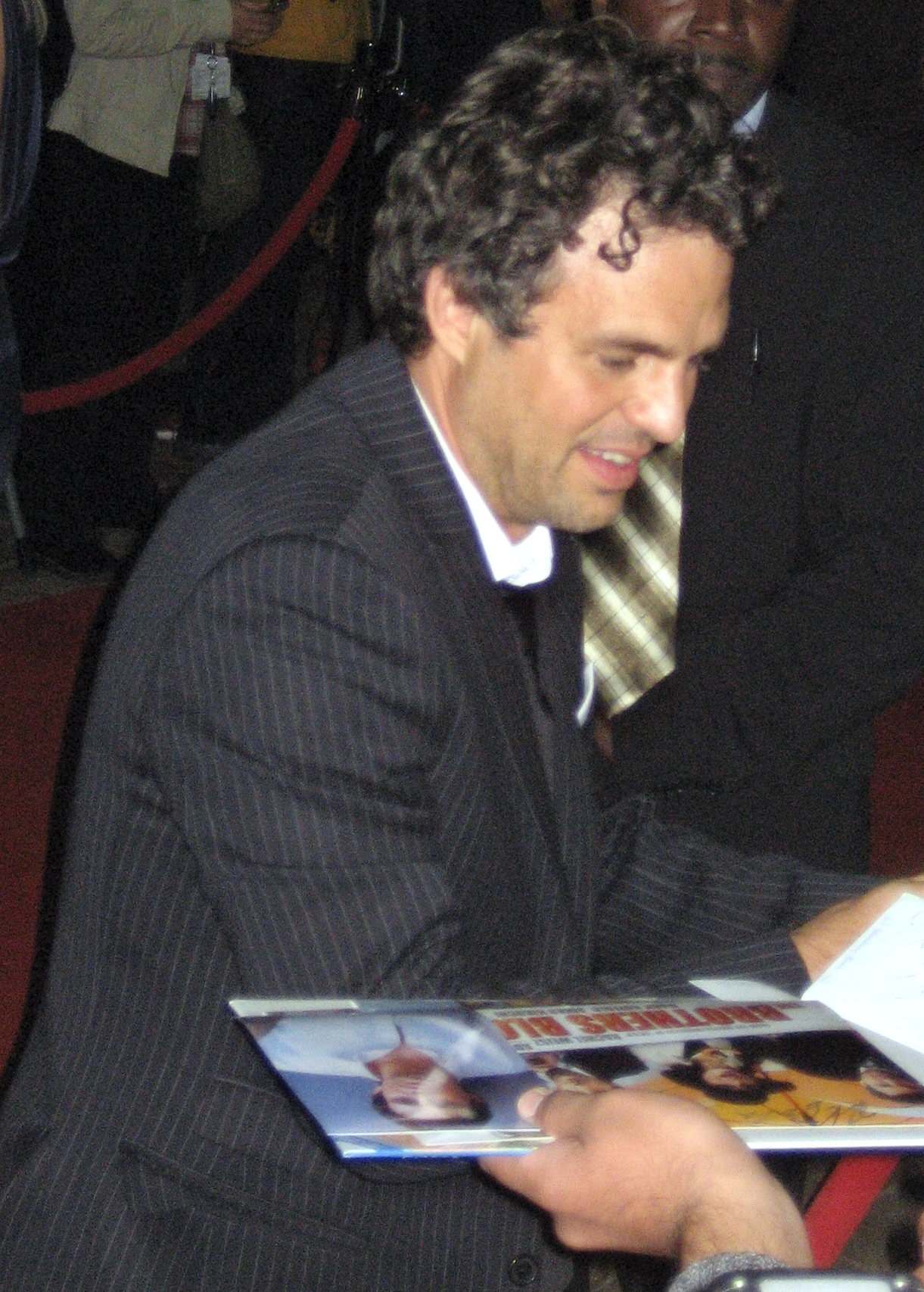
Et l'acteur Mark Ruffalo.

- Titre français : Une arnaque presque parfaite
- Titre québécois : Les Frères Bloom
- Titre original : The Brothers Bloom
- Réalisation et scénario : Rian Johnson
- Musique : Nathan Johnson
- Photographie : Steve Yedlin
- Montage : Gabriel Wrye
- Producteurs : Wendy Japhet, Ram Bergman et James D. Stern
- Sociétés de production : Endgame Entertainment, Ram Bergman Productions et The Weinstein Company
- Distribution : SND (France), Summit Entertainment
- Budget : 20 000 000 $
- Pays de production :  États-Unis
- Langue : anglais
- Durée : 113 minutes
- Sortie : 
  -  le film est sorti en avant-première au festival de Toronto le 9 septembre 2008
  -  29 mai 2009
  -  5 août 2009

## Distribution
- Adrien Brody (VF : Patrick Mancini ; VQ : François Sasseville) : Bloom Bloom
- Rachel Weisz (VF : Élisabeth Ventura ; VQ : Camille Cyr-Desmarais) : Penelope Stamp
- Mark Ruffalo (VF : Boris Rehlinger ; VQ : Sylvain Hétu) : Stephen Bloom
- Rinko Kikuchi (VF : Sandra Veloccia) : Bang Bang
- Robbie Coltrane (VF : Vincent Grass ; VQ : Guy Nadon) : Maximillen Melvile, « le Conservateur »
- Maximilian Schell (VF : Georges Claisse ; VQ : Vincent Davy) : Diamond Dog
- Ricky Jay (VF : Patrick Floersheim) le narrateur
- Zachary Gordon (VQ : Samuel Jacques) : Bloom, jeune
- Max Records : Stephen, jeune
- Nora Zehetner (VQ : Magalie Lépine-Blondeau) : Rose
- Andy Nyman (VQ : Yves Soutière) : Charleston
- Noah Segan : le Duke
- Joseph Gordon-Levitt : le patron du bar (non crédité)

 Source et légende : version française (VF) sur RS Doublage

## Production
Le scénario de départ s’intitulait Penelope, d’après le personnage joué par Rachel Weisz.
À l’origine, le film devait être plus sérieux et instaurer une relation de maître à élève, plutôt qu’entre frères. Rian Johnson, scénariste et réalisateur, voulait écrire une histoire mettant en scène un triangle amoureux mais qui s’écarterait des stéréotypes du genre en se concluant par un coup de théâtre. Alors qu’il écrivait le scénario, Johnson a été influencé par L’homme qui voulut être roi et, dans une plus large mesure, par La Barbe à papa. Pendant le tournage, il a visionné Le Conformiste et Huit et demi pour s’inspirer de l’aspect visuel.
Au cours des deux semaines de répétitions, Rachel Weisz a dû apprendre à faire illusion dans tous les hobbies pratiqués par Penelope : le banjo, le violon, la guitare, le piano, la jonglerie, le break dance, le skateboard et les tours de cartes. Son partenaire Adrien Brody l’a aidée à s’entraîner au skateboard et au rap. Le tour de carte a été le plus difficile à assimiler et lui a demandé un mois d’exercices quotidiens. Le plan-séquence a nécessité au moins 11 prises mais n’a pas été retouché par la suite.

## Bande originale
La musique est composée par Nathan Johnson, cousin du réalisateur.
Liste des titres
1. Brothers In A One Hat Town (Overture)
2. Cackle Bladder
3. Charleston’s Denoument
4. This Is Camels
5. Montenegro
6. Meeting Penelope
7. An Enlightened Euphoria
8. Double Dutch Queens
9. The Curator
10. The Grecian Docks
11. Penelope's Theme
12. The Diamond Dog
13. The Castle Heist
14. Mexico
15. Off-script
16. An Empty Stage
17. Cackle Bladder (Revisited)
18. The Perfect Con
19. The Fabulist

## Distinctions
- Prix de la mise en scène pour Rian Johnson au Festival du film de Newport Beach
- Mark Ruffalo a été nommé pour le Satellite Award du meilleur acteur dans une comédie en 2008